# Stazione di Villagrande
La stazione di Villagrande è una stazione ferroviaria al servizio del comune di Villagrande Strisaili (ma compresa nel territorio di Arzana) posta lungo la linea Mandas-Arbatax, utilizzata esclusivamente per i servizi turistici del Trenino Verde.

## Storia
La stazione fu costruita a circa otto km a sud-ovest di Villagrande Strisaili per conto della Società italiana per le Strade Ferrate Secondarie della Sardegna negli anni novanta dell'Ottocento, venendo inaugurata il 1º aprile 1893, data di apertura all'esercizio del tronco Arbatax-Gairo, uno dei primi della linea per Mandas a venire completati.
Alla gestione SFSS nel 1921 subentrò quella della Ferrovie Complementari della Sardegna, a cui seguì nel 1989 la Ferrovie della Sardegna. Sotto l'amministrazione delle FdS l'intera Mandas-Arbatax fu destinata, il 16 giugno 1997, all'impiego per il solo traffico turistico legato al progetto Trenino Verde, fatto che comportò la cessazione di ogni servizio di trasporto pubblico nella stazione. Da allora l'impianto, dal 2010 gestito dall'ARST, viene utilizzato quasi esclusivamente nel periodo estivo, restando per il resto dell'anno pressoché privo di traffico.

## Strutture e impianti
L'impianto di Villagrande ha una configurazione di stazione passante, dotata di complessivi quattro binari a scartamento da 950 mm: il primo di essi è quello di corsa (dotato anche di una banchina), affiancato dal due e dal tre che sono entrambi passanti e di incrocio, con quest'ultimo che affianca inoltre il rifornitore idrico dell'impianto, del tipo a cisterna metallica su base in muratura. Il quarto binario della stazione è un tronchino che serviva in passato il dismesso scalo merci, comprendente anche un piano caricatore e un magazzino, quest'ultimo privato in seguito degli accessi e collegato al fabbricato viaggiatori a cui è adiacente.
Anche l'edificio per i viaggiatori è inaccessibile al pubblico essendone stati murati tutti gli ingressi; dal punto di vista architettonico si sviluppa su due livelli (sormontati da un tetto a falde) a pianta rettangolare, dotato in passato di tre accessi sul lato binari.

## Movimento
Dall'estate 1997 la stazione è utilizzata esclusivamente per il traffico turistico ed è attiva principalmente tra la primavera e l'autunno, in cui vengono effettuati dei treni a calendario, che nell'estate di norma assumono frequenza quasi giornaliera. Nel corso dell'intero anno lo scalo è utilizzabile inoltre da eventuali treni espletati su richiesta di comitive di turisti.

## Servizi
Nel fabbricato viaggiatori dell'impianto sono presenti una sala d'attesa e i servizi igienici, che non sono più accessibili all'utenza stante la muratura degli accessi dell'edificio.

## Interscambi
Nei pressi della stazione è presente una fermata delle autolinee dell'ARST, che permettono il collegamento con l'abitato di Villagrande Strisaili, con Lanusei e con altri centri della zona.
- Fermata autobus